# 红星大奖最佳綜藝節目主持人
红星大奖《最佳综艺节目主持人奖》是红星大奖每年颁发的奖项之一。
第一届年度红星大奖颁奖典礼于1994年举行。该奖项是在红星大奖1998首次颁发；最初称为最佳主持人，随后在2009年划分为《最佳综艺节目主持人奖》以及《最佳资讯节目主持人奖》。本奖项于2016年起停颁，“最佳综艺节目主持人”与“最佳资讯节目主持人”合并为“最佳综艺及资讯节目主持人”。

## 得奖者名单
| 年份 | 最佳综艺节目主持人 | 代表作品       | 入围者 |
| ---- | ------------------ | -------------- | --- |
| 1998 | 钟琴               | 城人杂志       | - 郭亮《异度空间》 - 欧菁仙《群星照亮千万心之新视艺人齐献力》 - 王禄江《城人杂志》 - 王嬿青《嬿青有约》                     |
| 1999 | 钟琴               | 城人杂志       | - 徐秀盈《绝对星闻》 - 郭亮《亮出真相》 - 欧菁仙《城人杂志》 - 王嬿青《嬿青有约》                                           |
| 2000 | 欧菁仙             | 城人杂志       | - 陈澍承《普威之夜》 - 许振荣《全能大赢家》 - 黄炳杰《强中自有强中手》 - 梁智强《群星照亮千万心—新传媒艺人齐献力》          |
| 2001 | 欧菁仙             | 城人杂志       | - 陈澍承《赢万金游万里欢乐周末夜》 - 许振荣《I娱乐》 - 梁智强《欢乐巅峰》 - 李国煌《欢乐巅峰》                              |
| 2002 | 欧菁仙             | 城人杂志       | - 许振荣《创业无敌手》 - 王建复《城人杂志》 - 李国煌《惊喜一整天》 - 周崇庆《惊喜一整天》                                   |
| 2003 | 欧菁仙             | 城人杂志       | - 许振荣《创业无敌手II》 - 王建复《城人杂志》 - 巫许玛莉《周五越Live越精彩》 - 周崇庆《小小儿戏》                           |
| 2004 | 李国煌             | 客人来         | - 王建复《NETS有钱坤》 - 陈建彬《周五娱乐王》 - 庄米雪《NETS有钱坤》 - 欧菁仙《威力无比加油战》                             |
| 2005 | 权怡凤             | 缘来就是你     | - 王禄江《陪你去 Shopping》 - 王建复《绝对Superstar：总决赛》 - 鐘琴《缘来就是你》 - 李国煌《有话好好说》                   |
| 2006 | 王禄江             | 摆家乐         | - 杨志龙《全民创意争霸赛》 - 鐘琴《缘来就是你2》 - 李国煌《吉屋出售》 - 权怡凤《什么艺思？》                                |
| 2007 | 李国煌             | 有话好好说     | - 王禄江《摆家乐2》 - 苏智诚《排排站，查查看2》 - 郭亮《贤人指路》 - 权怡凤《省钱王》                                       |
| 2009 | 郭亮               | 艺点心思       | - 李铭顺《心晴大动员》 - 权怡凤《心晴大动员》 - 鐘琴《抢摊大行动》 - 李騰《都市大发现3》 - 陈建彬《黄金年华之斗歌竞艺2008》 |
| 2010 | 李国煌             | 国记交意所     | - 周崇庆《女王本色》 - 郭亮《艺点心思 2》 - 李騰《都是大发现4》 - 权怡凤《抢摊大行动2》                                     |
| 2011 | 钟琴               | 名厨出走记     | - 王禄江《摆家乐4》 - 郭亮《爆料黑玫瑰》 - 庄米雪《爆料黑玫瑰》 - Pornsak《食在好源头》                                     |
| 2012 | 李国煌             | 国记交意所2    | - 王禄江《旧欢．心爱》 - 鐘琴《名厨实习生》 - 李騰《铁路次文化》 - Pornsak《食在好源头2》                                   |
| 2013 | 钟琴               | 走遍天涯打工乐 | - 王禄江《走遍天涯打工乐》 - 苏智诚《啊！是你到我家》 - 郭亮《邻里合作社》 - Pornsak《食在好源头3》                         |
| 2014 | 权怡凤             | 寻U先锋        | - Pornsak《快乐速递》 - 钟琴《寻U先锋》 - 赖怡伶《好好说 慢慢讲》 - 郭亮《识货衙门》                                        |
| 2015 | Pornsak            | 快乐速递 II    | - 杨志龙《先锋争8战》 - 李騰《先锋争8战》 - 李国煌《邻里厨王》 - 权怡凤《爆料黑玫瑰2》                                      |

## 註腳
1. ↑  . www.zaobao.com.sg.   [2023-05-03]. （原始内容存档于2023-05-07） （中文（简体））.